# Castiglione Torinese
Castiglione Torinese là một đô thị ở tỉnh Torino trong vùng Piedmont, có vị trí cách khoảng 11 km về phía đông bắc của Torino, nước Ý. Tại thời điểm ngày 31 tháng 12 năm 2004, đô thị này có dân số 5.783 người và diện tích là 14,2 km².
Đô thị Castiglione Torinese có các frazioni (các đơn vị trực thuộc, chủ yếu là các làng) Cordova and Tetti Gillardi.
Castiglione Torinese giáp các đô thị: Settimo Torinese, Gassino Torinese, San Mauro Torinese, Baldissero Torinese, và Pavarolo.